# Antisthenes

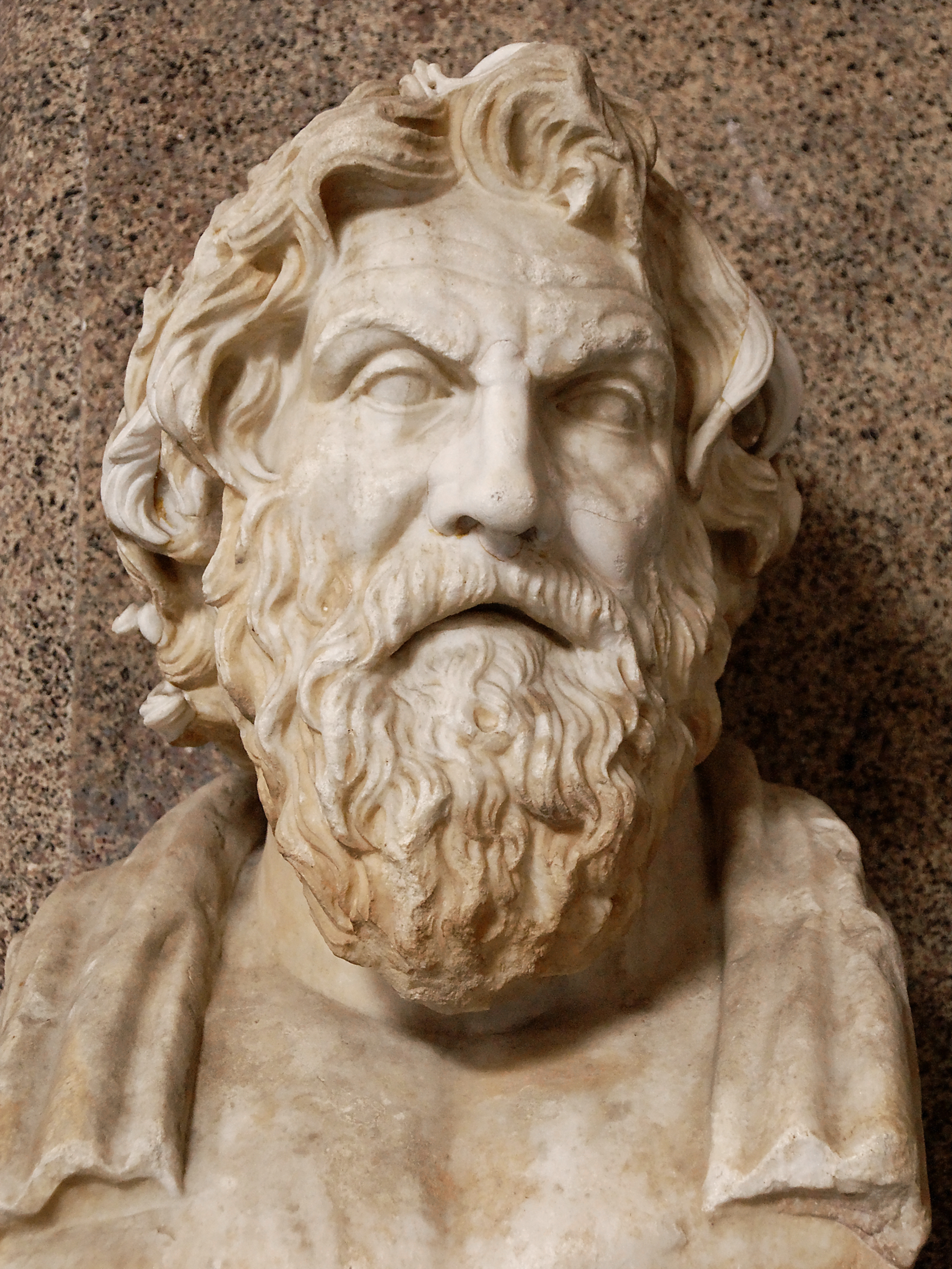
Eine von elf gefundenen römischen Kopien einer verlorenen griechischen Antisthenes-Darstellung. Sie befindet sich heute in den Vatikanischen Museen.

Antisthenes (altgriechisch Ἀντισθένης Antisthénēs; * um 445 v. Chr.; † um 365 v. Chr.) war ein griechischer Philosoph der Antike. Er lebte in Athen und war Begründer sowie einer der Hauptvertreter der Lehre des Kynismus.
Antisthenes dürfte zu seiner Zeit einer der bekanntesten Philosophen Athens gewesen sein. Er war ein Schüler des 20 Jahre älteren Sokrates, ein Zeitgenosse Platons und ein Lehrer des Kynikers Diogenes von Sinope. In der Philosophiegeschichte wird Antisthenes oft zu den sogenannten kleinen Sokratikern gezählt.
Schriften des Antisthenes sind – außer zwei kurze Übungsreden – nicht erhalten. Was man heute über sein Leben und seine Lehre weiß, wurde aus Berichten anderer antiker Autoren gesammelt. Insgesamt ist die Überlieferungslage schlecht. Die wichtigsten Auskünfte über Antisthenes stammen von seinem Zeitgenossen Xenophon, Aristoteles und dem im 3. Jahrhundert tätigen Philosophiehistoriker Diogenes Laertios.
Antisthenes war dafür bekannt, Luxus und Reichtum geringzuschätzen, Bedürfnislosigkeit hingegen zu befürworten. Auf dem Gebiet der Logik hat sich Antisthenes mit Definitionen und Aussagen beschäftigt; auf dem der Erkenntnistheorie hat er gegen die Ideenlehre Platons die Existenz der platonischen Ideen angezweifelt. Außerdem hat er politische Fragen behandelt und Werke des Dichters Homer interpretiert.

## Leben
Die Lebenszeit Antisthenes’ ist vergleichsweise gut aus den antiken Berichten rekonstruierbar und wird auf 445 bis 365 v. Chr. geschätzt.
Antisthenes war der Sohn eines gleichnamigen Athener Bürgers und einer Thrakerin. Er selbst soll – zumindest eine Zeit lang – im 8 km von Athen entfernten Piräus gewohnt haben. Antisthenes starb im Alter von etwa 80 Jahren infolge einer Krankheit. Er war in die Orphischen Mysterien eingeweiht und erhielt eine Auszeichnung in der Schlacht von Tanagra.

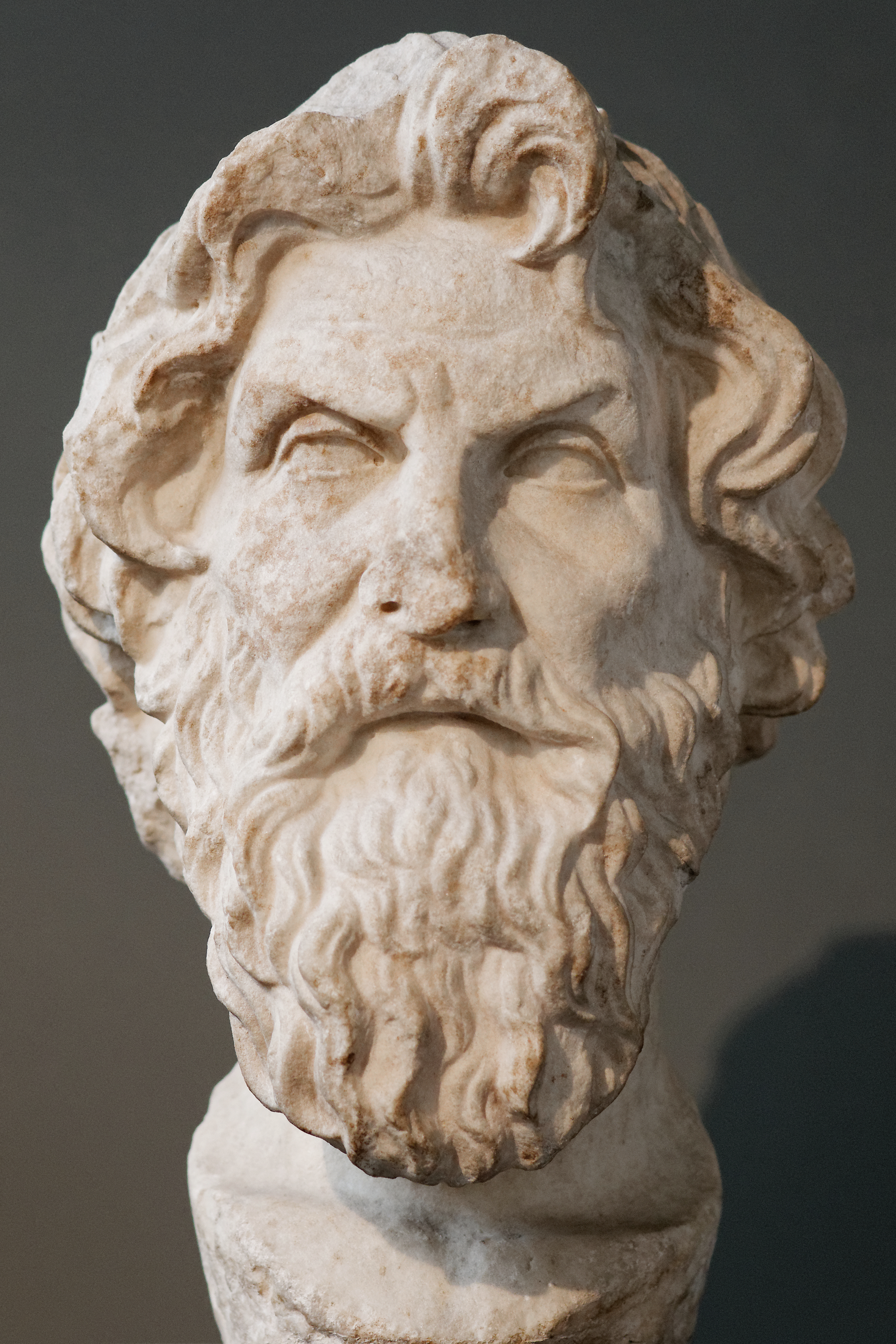
Eine weitere Kopie des verlorenen Originals. Sie wurde in Rom an der Via Appia gefunden und befindet sich heute im British Museum.

Über die äußere Erscheinung des Antisthenes, der den Beinamen „reiner Hund“ (haplokyon) führte, wird berichtet, dass er bei einer Begegnung mit Sokrates einen schäbigen Mantel getragen habe und dass er generell nichts als einen doppelt umgeschlagenen Mantel getragen und Stock und Hängetasche mitgeführt haben soll. Zur Beschreibung seines Charakters wird gesagt, er sei „ein ungewöhnlicher Mann, der durch geistvollen Umgang jedermann für sich einnimmt.“ Beim spätantiken Philosophiehistoriker Diogenes Laertios stehen auch zahlreiche Anekdoten aus dem Leben des Antisthenes und etliche ihm zugeschriebene prägnante Aussprüche. In Xenophons Symposion tritt Antisthenes einerseits als kynischer Philosoph und bedürfnisloser Mensch auf, andererseits als ständig stichelnder Kritiker, der die Ansichten der anderen Gesprächspartner hinterfragt, sich gerne mit anderen anlegt und sich gelegentlich auch über sie lustig macht. Beispielsweise nennt er die Ehefrau des Sokrates als diejenige, „die unter allen lebenden, ja, meines Bedünkens, unter allen die ehemals gelebt haben und künftig leben werden, die unerträglichste ist“ und fragt einen gewissen Nikeratos, der Ähnlichkeiten mit den antiken Rhapsoden aufweist, ob er ein „alberneres Volk in der Welt als die Rhapsoden“ kenne.
Anfangs war Antisthenes wahrscheinlich ein Schüler des Sophisten Gorgias von Leontinoi, wechselte später aber zu den Anhängern des Sokrates, „dessen Standhaftigkeit und Gelassenheit (apatheia) er sich zu eigen machte und damit die kynische Lebensweise begründete.“ Seine Gespräche hat Antisthenes in einem athenischen Gymnasion, dem Kynosarges, geführt. Dieses war denjenigen Athenern für ihre Übungen zugeteilt worden, die wie Antisthenes einen nicht-athenischen Elternteil hatten und somit politisch nicht als volle Bürger zählten.
Isokrates verfasste zwei Reden, in denen er sich gegen die Sokratiker und auch speziell gegen die Kyniker und Antisthenes wandte. Basierend auf diesem Dokument, gehen einige Forscher davon aus, dass Antisthenes in den ersten Jahrzehnten nach dem Tod des Sokrates der berühmteste Sokratiker war, also auch berühmter als Platon.
Das Verhältnis zu Platon war kritisch. So soll Antisthenes ihn wegen seiner Aufgeblasenheit, Protzigkeit und Arroganz verspottet haben. In einem Wortspiel nannte er ihn statt Platon („mit breiter Stirn“) Sathon („mit dickem Glied“). Diogenes Laertios stellt an drei Stellen einen Bezug zwischen Antisthenes und der Schule der Stoa her, die möglicherweise von der Lehre des Antisthenes beeinflusst war.

## Lehre
Antisthenes gilt bereits dem antiken Philosophiehistoriker Diogenes Laertios als Begründer einer neuen Richtung innerhalb der Philosophie, die später die Bezeichnung Kynismus erhielt. Der Kynismus wurde vor allem für seine Ethik bekannt, die sich für Bedürfnislosigkeit und gegen Luxus sowie gesellschaftliche Konventionen ausspricht. Der berühmteste der wenigen Schüler des Antisthenes war Diogenes von Sinope, weitere Vertreter des Kynismus finden Philosophiehistoriker bis ins 4. Jahrhundert.

### Schriften
Antisthenes hat zahlreiche Schriften verfasst, Diogenes Laertios gibt die Titel von 60 bis 70 Werken an, die in 10 Bänden gesammelt waren. Unter ihnen waren Dialoge, Traktate und Übungsreden. Eingehend untersucht wurde der Katalog und seine Rezeption von Andreas Patzer. Welche der genannten Schriften es tatsächlich gegeben hat, ist unklar. Grundsätzlich stuft man den Schriftenkatalog bei Diogenes allerdings als vertrauenswürdig ein und geht davon aus, dass er ihn möglicherweise nach ihm vorliegenden Bibliothekskatalogen, vor allem aber nach daraus entstandenen Sammelschriften erstellt hat. Die in Frage kommenden philosophiehistorischen und biographischen Schriften, die auch Bücherlisten enthielten, entstanden zur Zeit des Hellenismus, vor allem in den Städten Alexandria und Pergamon. In Frage kommende Autoren, die Antisthenes mit Sicherheit behandelt haben, waren Satyros von Kallatis, Hermipp, Sotion von Alexandria (* um 200 v. Chr.; † 170 v. Chr.), Panaitios und Herodikos von Babylon. Patzer schließt aus der Anordnung der Schrifttitel, dass es in der Antike eine Gesamtausgabe der Schriften Antisthenes’ gegeben haben muss, was auch Diogenes Laertios' Bericht von einem zehnbändigen Werk nahelegt.
Einige Forscher schreiben Antisthenes die zwei erhaltenen, äußerst kurzen Übungsreden Aias und Odysseus zu, die nach den Helden Ajax dem Großen und Odysseus benannt sind. Sie wurden in Handschriften von Rednern überliefert. In ihnen beanspruchen Ajax und Odysseus die Waffen des gestorbenen Achilleus für sich.
Antisthenes hat auch Interpretationen zu Dichtungen Homers verfasst. Über diese Interpretationen hat später Porphyrios referiert, wovon noch so genannte Homerscholien erhalten sind.

### Ethik
„Lieber will ich wahnsinnig werden als genießen.“

„Besser noch als Lust ist Wahnsinn. Man sollte um der Lust willen niemals auch nur einen Finger rühren.“

„Die Lust ist nur dann ein Gut, wenn sie keine Reue nach sich zieht.“

„Man darf wohl die Lust erstreben, die hinter der Anstrengung liegt, aber nicht die, welche davor liegt.“

„Auf die Frage nach dem größten Glück für die Menschen meinte er: „Heiteren Herzens zu sterben!““

„...wer unsterblich werden wolle, müsse ein pflichtbewusstes und gerechtes Leben führen.“

„Königlich ist es, Gutes zu tun, Schlimmes zu erfahren.“

„Der Kluge ist schwer zu ertragen; denn wie der Unverstand leicht und erträglich ist, so ist die Einsicht etwas Festes, Unnachgiebiges und hat ein unerschütterliches Gewicht.“

„Man soll niemandem dankbar sein, von dem man gelobt wird.“

„Man muss dem Widerspruch nicht durch Widerspruch ein Ende machen, sondern durch Belehrung; denn auch den Rasenden heilt man nicht, indem man wieder gegen ihn rast.“

„Der Weise treibt nicht nach den bestehenden Gesetzen Politik, sondern nach dem Gesetz der Sittlichkeit.“

„Als die Hasen im Volksrat gleiches Recht für alle forderten, da sagten die Löwen: „Euren Reden, ihr Hasen, fehlen Klauen und Zähne, wie wir sie besitzen.““

„(zu einem Priester, der Gaben für seine Gottheit einsammelte:) Ich erhalte die Göttermutter nicht, das ist Sache der Götter.“

„Nach dem herrschenden Glauben gibt es viele Götter, von Natur aber nur einen.“

„Gott sieht man nicht mit Augen und er gleicht niemand; deshalb kann man ihn auch nicht aus einem Bilde erkennen.“

„Der Anfang der Bildung ist die Untersuchung der Wörter (onomaton).“

„Das „es war“ ist für sich vollkommen genügend.“

„Logik ist unfruchtbar.“

Luxus und Bedürfnislosigkeit
Antisthenes richtete sich gegen ein luxuriöses Leben: „Meinen Feinden wünsche ich, dass ihre Kinder in Luxus leben!“ Einmal soll er den Ehemann einer stark aufgeputzten Frau aufgefordert haben, ihm Pferd und Waffen zu zeigen, da luxuriöser Aufputz erst nach zureichender Verteidigung kommen dürfe. Im Gegensatz zum Luxus lobt Antisthenes die Autarkie im Sinne von Bedürfnislosigkeit.
Als sich in Xenophons Symposion die Frage stellt, worauf sich Antisthenes am meisten einbilde, antwortet dieser, auf seinen Reichtum. Als sich herausgestellt hat, dass er weder einen Groschen Bargeld, noch Grund und Boden besitzt, erklärt er, dass Reichtum „nicht in unseren Häusern, sondern in unseren Seelen“ liege. Direkt auf dieses Zitat folgt eine längere Stelle, in der Antisthenes seine Position – dem kurz danach auch die „Kunst nichts zu bedürfen“ zugeschrieben wird – in Bezug auf Luxus und Bedürfnislosigkeit darlegt. So gäbe es sehr Reiche, die trotzdem immer noch mehr Geld anhäufen wollen und wie einige Tyrannen nicht einmal vor Mord und Versklavung ganzer Städte zurückschrecken. Er selbst habe wenig, aber doch genug zu essen, trinken sowie Kleidung und ein Haus. Er stehe ungern auf und begnüge sich mit Menschen, mit denen niemand sonst etwas zu tun haben möchte. Er genieße was er habe und würde im Fall des Falles nicht viel verlieren. Hin und wieder leiste er sich eine Kleinigkeit, führe aber ein wenig anspruchsvolles Leben und brauche wenig Geld. Sein Reichtum bestehe aus Schätzen in seiner Seele, die er wie Sokrates gerne mit anderen teile, und in ausgiebig vorhandener Freizeit, die er gerne mit Sokrates verbringe.
Tugend
Im folgenden Zitat über die Ethik des Antisthenes steht der Begriff der Tugend (arete) im Zentrum:

„Seine Philosophie war folgende: Tugend, so bewies er, sei lehrbar. Eigentlicher Adel sei Tugendadel, Tugend allein ist ausreichend (autarkes) für die Glückseligkeit (eudaimonia) und bedarf zusätzlich nur noch der Kraft eines Sokrates. Die Tugend ist eine Sache des Handelns und bedarf weder vieler Worte noch Kenntnisse. Der Weise habe an sich selbst genug, denn er besitze ja alle übrigen Güter. Ruhmlosigkeit sei etwas Gutes ebenso wie die Arbeit. Der Weise lässt sich in der Politik nicht von den Gesetzen des Staates, sondern von dem der Tugend leiten.“

Antisthenes, dessen soziale Stellung nicht bekannt ist, nennt hier die Arbeit (ponos) ein Gut. In einer weiteren Stelle schreibt Diogenes Laertios: „Dass anstrengende Arbeit etwas Gutes sei, dafür verwies er auf den großen Herakles und auf Kyros.“

### Erkenntnistheorie
Nach Johannes Tzetzes soll Antisthenes die von Platon gelehrte Realität der Ideen nicht anerkannt haben. Diese Ideen seien nach Antisthenes vielmehr „bloße Gedanken“ (psilai ennoiai). In dieselbe Kerbe schlägt eine bei Simplikios überlieferte Anekdote, laut der Antisthenes zu Platon gesagt haben soll: „Ich sehe ein Pferd, aber ich sehe keine Pferdheit“, worauf Platon entgegnet haben soll: „Du hast eben nur das Auge, mit dem man ein Pferd sieht, aber das Auge, mit dem man eine Pferdheit erblickt, hast du noch nicht erworben.“ Antisthenes könnte damit gemeint haben, dass Gattungen und Arten nicht etwas Wirkliches, Existierendes sind, sondern nur auf unseren Vorstellungen beruhen.

### Logik
Definition
Antisthenes soll der erste gewesen sein, der definiert hat (horisato), was eine Aussage (logos) ist: „Die Aussage zeigt auf, was etwas war oder ist.“ Damit kann er als einer der Vorläufer der antiken Logik gelten, deren erstes umfangreiches Werk Aristoteles verfasst hat. Gerade dieser berichtet wiederum, dass nach Antisthenes Definitionen unmöglich gewesen sein sollen:

„So hat denn der Zweifel eine gewisse Berechtigung, welchen die Anhänger des Antisthenes und die in dieser Weise Ungebildeten vorbrachten, es sei nämlich nicht möglich zu definieren, was etwas ist, da die Definition durch eine lange Reihe von Worten geschehe, sondern man könne nur bestimmen und lehren, wie beschaffen etwas ist; vom Silber zum Beispiel lasse sich nicht angeben, was es ist, sondern nur, dass es wie Zinn ist. Darnach ist denn von einigen Wesenheiten Definition und Begriff möglich, zum Beispiel von den zusammengesetzten, mögen diese sinnlich wahrnehmbar oder nur denkbar sein; nicht möglich dagegen von denen, aus welchen als ihren ersten Bestandtheilen diese bestehn, sofern ja der bestimmende Begriff etwas von etwas aussagt, und das eine die Stelle des Stoffes, das andere die der Form einnehmen muss.“

Unmöglichkeit des Widerspruchs
Diogenes Laertios erwähnt eine Vorlesung des Antisthenes, deren Thema die nicht näher erklärte „Unmöglichkeit, einander zu widersprechen“ gewesen sein soll. In einer anderen Stelle schreibt er Antisthenes einen „Grundsatz“ zu, der die „Unmöglichkeit des Widerspruchs zu erweisen sucht“ und verweist auf den Dialog Euthydemos von Platon, in dem diese Ansicht (die auch Protagoras vertreten habe) diskutiert wird. Auch Aristoteles greift diesen Punkt auf und nennt Antisthenes’ Ansicht „töricht“. Denn er habe behauptet:

„man dürfe von keinem Gegenstande etwas anderes aussagen als seinen eigenen Begriff (logos): „von einem nur eines.“ Daraus ergab sich denn, daß es unmöglich sei, widersprechende, und beinahe unmöglich, falsche Aussagen zu machen.“

Auch an einer weiteren Stelle berichtet Aristoteles: „Es ist nicht möglich, zu widersprechen, wie Antisthenes sagt.“

### Politik
Antisthenes scheint die antike Demokratie kritisiert zu haben. So riet er den Athenern per Volksbeschluss die Esel zu Pferden zu erklären, wie sie ja auch ungelernte Leute durch bloßes Händeheben zu Feldherren machten, und äußerte auf den Hinweis, dass ihn die Menge lobe: „Was hab ich denn falsch gemacht?“
Bei seinem Schüler Diogenes von Sinope taucht erstmals der Begriff des Weltbürgers (kosmopolites) auf, doch stellt bereits Antisthenes – um zu zeigen, dass anstrengende Arbeit etwas Gutes sei – ein Beispiel von Griechen neben einem von Nicht-Griechen. Ein Vergleich, der zur damaligen Zeit eher ungewöhnlich gewesen sein dürfte; andere zeitgenössische Autoren bezeichneten sämtliche Nicht-Griechen zusammengenommen mit dem abwertenden Begriff Barbaren.

### Theologie
Auch im Bereich der Theologie sind vereinzelte Fragmente der Ansichten des Antisthenes erhalten, aus denen sich aber bei weitem kein Gesamtbild der Theologie des Antisthenes ableiten lässt.

## Überlieferung
Da die Schriften Antisthenes’ – bis auf die zwei kurze Reden – verloren sind, ist so gut wie alles, was wir heute über sein Leben und seine Lehre wissen, Texten anderer antiker Autoren entnommen. Teilweise zitieren sie originale Textstellen des Antisthenes (Fragmente), teilweise berichten sie über sein Leben oder seine Lehre oder Antisthenes tritt als Figur in literarischen Texten auf. Am umfangreichsten berichtet der Doxograph Diogenes Laertios, dessen Schrift Über Leben und Lehren berühmter Philosophen allerdings erst aus dem 3. Jahrhundert stammt. Eine weitere bedeutende Quelle ist der mehr literarische als philosophische Dialog Symposion von Antisthenes’ Zeitgenossen Xenophon, in dem Antisthenes neben Sokrates als einer der aktivsten Gesprächspartner auftritt. Kurz taucht er auch in Xenophons Schrift Memorabilien auf.
Im Vergleich zu Platon und Xenophon, deren Schriften vollständig erhalten sind, ist die Überlieferungslage äußerst schlecht; im Vergleich zu anderen Schülern des Sokrates ist man über die Lehre Antisthenes’ aber gut unterrichtet.
Die philosophischen Ansichten des Antisthenes sind aus den vorhandenen Quellen nur schwer rekonstruierbar. Was über seine Lehre berichtet wird, ist meist bruchstückhaft oder besteht überhaupt nur aus knappen Weisheitssprüchen oder Anekdoten. Bei Athenaios (der im 3. Jahrhundert eine Schrift von Herodikos von Babylon exzerpiert hat) stehen einige Inhalte der Schriften des Antisthenes. Wie auch in anderen Dialogen finden zahlreiche Autoren im Dialog Sophistes von Platon eine Anspielung auf die Logik des Antisthenes, obwohl er nicht namentlich erwähnt wird. Der Name des Antisthenes kommt bei Platon nur einmal vor, und zwar in der Aufzählung der beim Tod des Sokrates anwesenden Personen. Bei Aristoteles und seinen Kommentatoren werden an einigen Stellen logische und erkenntnistheoretische Ansichten des Antisthenes referiert (siehe oben). Bei Epiktet wird Antisthenes viermal erwähnt. Im Werk Ciceros, der ihm die Propagierung einer einfachen Lebensweise zuschreibt, kommt der Name des Antisthenes viermal vor. Manche Forscher schreiben die Vorlage, die Dion Chrysostomos nach dessen eigener Aussage für seine 13. Rede benutzt hat, dem Antisthenes zu. Was die Lebensumstände des Antisthenes betrifft, sind nur wenig Informationen vorhanden; sie stammen fast alle von Diogenes Laertios.

## Rezeption
Die moderne Antisthenes-Rezeption besteht in der philologischen Sammlung antiker und mittelalterlicher Textstellen, in denen über Antisthenes berichtet wird, in philosophiegeschichtlichen Darstellungen der Hauptpunkte seiner Philosophie, in Monographien, die sich ausschließlich mit Antisthenes beschäftigen und in Arbeiten zu speziellen Themen der Lehre Antisthenes’.
In der Behandlung des Kynismus allgemein wurde die Frage gestellt, wieweit er auf die ihm nachfolgenden Kyniker und andere antike Philosophen gewirkt hat und ob er tatsächlich als Gründer der kynischen Schule bezeichnet werden kann.
Die Bilder, die verschiedene Autoren vom Leben und der Lehre des Antisthenes gezeichnet haben, sind sehr unterschiedlich. Wenn man von der von ihm begründeten Tradition der antiken Kyniker absieht, hat die Philosophie des Antisthenes in der Philosophiegeschichte, etwa im Vergleich zu der Philosophie seines Zeitgenossen Platon, kaum Nachwirkungen gehabt; eher kann man von Kontroversen darüber sprechen, was denn tatsächlich die authentischen Ansichten des Antisthenes gewesen sind. Zu den Gründen, warum Antisthenes wenig rezipiert wurde, zählt die – etwa im Vergleich zu Platon – schlechte Überlieferungslage, aber auch die Tatsache, dass die Philosophiegeschichte ihn zu den sogenannten „kleinen Sokratikern“ gezählt hat, die hinsichtlich ihrer Nachwirkung im Schatten des Werks Platons standen. Eine gewisse Bedeutung hat Antisthenes auch für die moderne Sokrates-Forschung. So erhoffte man sich, das aus Texten anderer Autoren gewonnene Bild durch die Darstellung des Sokrates bei Antisthenes zu ergänzen.
Schriften zu Antisthenes und Quellensammlungen
Die ersten monographischen Abhandlungen, die sich allerdings noch übermäßig an dem Bericht Diogenes Laertios' orientierten, verfassten Gottlob Ludwig Richter (1724) und Ludwig Christian Crell (1728). Im 19. Jahrhundert weitete sich die Antisthenes-Forschung aus, verfiel allerdings teilweise in „unkritische Spekulation“. Die erste Behandlung innerhalb der Philosophiegeschichtsschreibung erfuhr Antisthenes 1799 von Wilhelm Gottlieb Tennemann. Es folgten ihm weitere Philosophiehistoriker, etwa Friedrich Schleiermacher, Heinrich Ritter (1830), Eduard Zeller (1846) und Friedrich Überweg (1863). Erst 1821 setzte die philologische Beschäftigung mit Antisthenes ein. Johann C. von Orelli (1821) und Ludwig Preller (1838) veröffentlichten erste Zusammenstellungen der zu Antisthenes überlieferten Bruchstücke, 1842 erschien eine erste ausführlichere, aber immer noch unvollständige Gesamtausgabe von Wilhelm Winckelmann. Es folgte eine unveränderte Sammlung bei Friedrich Wilhelm August Mullach, 1872 und 1885 veröffentlichten Gildemeister und Bücheler weitere Fragmente. Auch erschienen zu dieser Zeit wieder Monographien (Ferdinand Deycks 1841, Charles Chappuis 1854, Adolf Müller 1860), die sich allerdings auf Biographisches und literarische Probleme konzentrierten. Im 19. Jahrhundert wurden immer mehr antike Textstellen in einen oft sehr spekulativen Zusammenhang mit Antisthenes gebracht, in denen sein Name nicht auftaucht. So konnten 1881 und 1882 Schriften wie Antisthenes und Plato und Über die Erwähnungen der Philosophie des Antisthenes in den Platonischen Schriften entstehen, obwohl Platon Antisthenes in seinen Schriften nur einmal erwähnt. Einige der damals gefundenen Platonstellen gelten aber auch heute noch – da sie starke Ähnlichkeit zu Antisthenes-Fragmenten aufweisen – als Anspielungen auf Antisthenes’ Philosophie. In Heranziehung zahlreicher Stellen, die er in einen hypothetischen Zusammenhang mit Antisthenes brachte, versuchte 1882 Georg Ferdinand Dümmler Antisthenes’ Philosophie im großen Stil zu rekonstruieren. Für Karl Joël steht Antisthenes gar im Mittelpunkt sämtlicher sokratischer Schriften Xenophons, wie auch vieler Dialoge Platons. Dieser Richtung einer spekulativ-hypothetischen Rekonstruktion der Philosophie Antisthenes folgten in den Jahren 1890 bis 1915 weitere Philologen und Philosophiehistoriker.
Andere Autoren haben von 1890 bis 1900 in ihrer Methode kritischere Behandlungen vorgelegt, darunter Paul Natorp und Franz Susemihl. Scharfe Kritik an den übertriebenen Interpretationen des 19. Jahrhunderts äußerten 1913 Heinrich Maier und 1919 Ulrich von Wilamowitz-Moellendorff. Im Anschluss, 1912, 1932, 1950 und 1951, entstanden auch neue, sorgfältige und alte Zusammenstellungen erweiternde Quellensammlungen. 1922 hat Wilhelm Nestle einige Fragmente ins Deutsche übersetzt. Ein gewisser Abschluss wurde 1966 mit der Sammlung von Decleva Caizzi erreicht, 1990 erschien schließlich die heute maßgebliche Sammlung von Gabriele Giannantoni. Neuere Monographien verfassten 1916 Giuseppe Zuccante, 1948 Farrand Sayre und 1964 Caizzi. Überblicke findet man besonders bei Olof Gigon (1947) und Jean Humbert (1967). Zahlreiche Beiträge zu speziellen Themen wie vor allem der antisthenischen Logik, Rhetorik und Homerinterpretation entstehen seit etwa 1910.
Die heute maßgeblichen Monographien stammen von Andreas Patzer (1970), Herbert David Rankin (1986) und Luis E. Navia (2001).
Positionen der Antisthenes-Rezeption
Als Anfang der modernen Kynikerforschung gilt das philologisch dominierte Kapitel über die Kyniker in Eduard Zellers Die Philosophie der Griechen in ihrer geschichtlichen Entwicklung von 1844–1852, das die philosophische Lehre gegenüber den Lebensumständen und Anekdoten in den Vordergrund stellt. Von Theodor Gomperz (1902) stammt die Gegenüberstellung von Antisthenes als Begründer der kynischen Lehre und Diogenes von Sinope als „Vater des praktischen Kynismus“. Wie vor ihm schon Karl Wilhelm Göttling und auch Gomperz, richtet Donald R. Dudley seine Darstellung auf die historischen Gestalten hinter der kynischen Lehre und spricht sich dagegen aus, dass Antisthenes der erste Kyniker gewesen sein soll. Er negiert eine Verbindung zwischen Antisthenes und den späteren Kynikern und sieht darin eine nachträgliche, bereits in der Antike entstandene philosophiegeschichtliche Konstruktion. Ob nun Antisthenes der erste Kyniker war oder nicht ist bis heute eine umstrittene Frage, der vor allem auch Kurt von Fritz nachgegangen ist. Allgemein sieht man in Antisthenes eher den Philosophen, dessen Nachwirkung auf seinen Schriften beruht, bei Diogenes von Sinope steht dessen Person im Vordergrund. Den sozialkritischen Aspekt der Lehre des Antisthenes rücken marxistische Autoren wie der Russe I. Nachov und Heinz Schulz-Falkenthal in den Vordergrund. Sie stellen Antisthenes als Vertreter und Fürsprecher der arbeitenden, unteren Gesellschaftsschichten dar.
Wie allen Philosophen wird auch Antisthenes in systematischen Darstellungen der Philosophiegeschichte eine mehr durch die philosophiegeschichtliche Auffassung des jeweiligen Autors als durch philologisch korrekte Aufarbeitung bestimmte philosophische Position zugeschrieben, die in die philosophiegeschichtliche Interpretation des Autors passen muss. Bei Hegel beispielsweise ist die Tugend bei Antisthenes:

„...nicht bewußtlose Tugend, wie die unmittelbare eines Bürgers eines freien Volkes, der seine Pflichten gegen Vaterland, Stand und Familie so erfüllt, wie Vaterland, Stand es unmittelbar fordern. Das Bewußtsein, aus sich herausgegangen, bedarf jetzt, Geist zu werden, alle Realität zu ergreifen und derselben als der seinigen bewußt zu werden oder zu begreifen. Solcherlei Zustände aber, die Unschuld oder Schönheit der Seele und dergleichen genannt werden, sind Kinderzustände, die an ihrer Stelle jetzt gepriesen werden, aus denen der Mensch, weil er vernünftig ist, heraustreten muß und aus der aufgehobenen Unmittelbarkeit sich wieder erschaffen muß.“

## Bildnisse

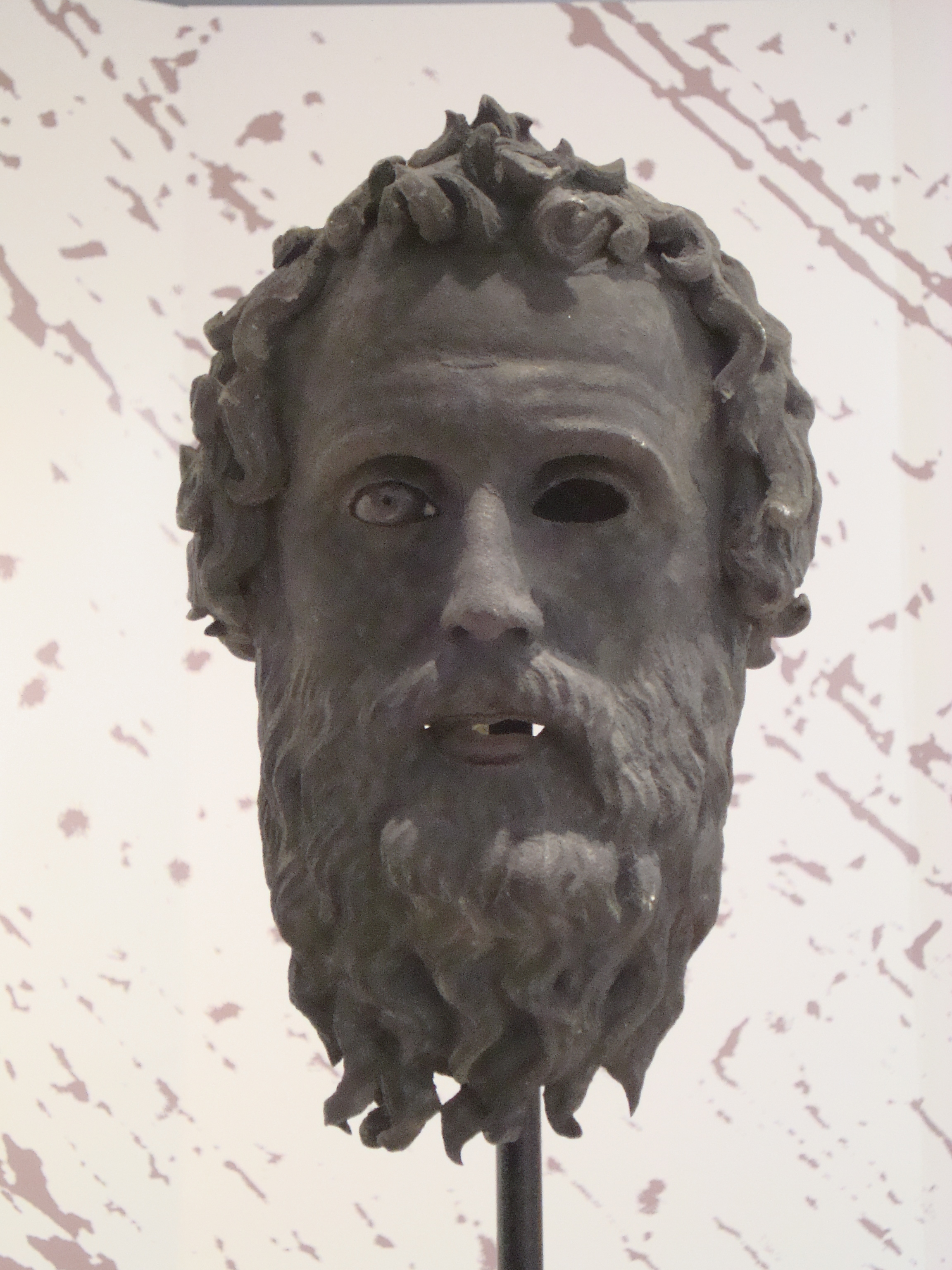
Bronzekopf des Antisthenes, Brindisi, Museo Archeologico Provinciale

Es sind zwei antike Plastiken bekannt, die Antisthenes darstellen könnten. Die erste ist nicht im Original erhalten, jedoch durch insgesamt 11 römische Kopien bekannt. Eine Kopie aus dem 2. Jahrhundert ist eine in den 1770ern in Tivoli gefundene Herme mit der Inschrift ANTISTHENES, die heute in der Sala delle Muse der vatikanischen Museen steht. Seit 1969 in Ostia Antica auf einer der Kopien der Name des Bildhauers Phyromachos entdeckt worden ist, schreiben einige Forscher das unbekannte Original, das aus Bronze bestand, diesem Künstler zu. Phyromachos wirkte allerdings im 2. Jahrhundert v. Chr., also deutlich später als Antisthenes, der bereits im 4. Jahrhundert v. Chr. starb.
Die zweite Plastik ist ein Bronzekopf, der 1992 von Tauchern in der Nähe von Brindisi gefunden wurde. Man nimmt an, dass es sich um das Bildnis eines Philosophen handelt, möglicherweise um Antisthenes.